# Vereinigung kirchlicher Mitarbeitendenverbände Deutschland
Die Vereinigung kirchlicher Mitarbeitendenverbände Deutschland (VKM-D) versteht sich als Arbeitnehmervereinigung mit gewerkschaftlichen Aufgaben, ohne jedoch alle gewerkschaftlichen Rechte wahrnehmen zu können. Ihre Mitglieder sind in der Evangelischen Kirche in Deutschland und dem Diakonischen Werk tätig, die von den VKM-D beraten und unterstützt werden. Sie sind aktiv in den arbeitsrechtlichen Kommissionen der Kirchen, die teilweise auch für den Bereich der Diakonie das Arbeitsrecht setzen.

## Organisation
Unter dem Dach der Vereinigung kirchlicher Mitarbeitendenverbände (VKM-D) sind folgende selbstständige Landesverbände zusammengeschlossen:
- vkm Bayern
- vkm Braunschweig
- vkm Hannover
- vkm Mitteldeutschland
- vkm Oldenburg
- vkm Rheinland-Westfalen-Lippe
- vkm Sachsen

Nicht Mitglied im VKM-D sind der „Verband für Mitarbeitende in der Evangelischen Kirche in Hessen und Nassau, der Evangelischen Kirche in Kurhessen-Waldeck und im Diakonischen Werk in Hessen e.V.“ (VKM-HNKW) und die „Kirchengewerkschaft“, die aus einer Fusion der vkm-Landesverbände Baden, Kurhessen-Waldeck und Nordelbien hervorgegangen ist.
Alternativen zu den vkm sind die Vereinte Dienstleistungsgewerkschaft im DGB und die mit DGB-Gewerkschaften kooperierende Gewerkschaft Kirche und Diakonie (GKD).

## Kritik
Das SWR-Politmagazin Report Mainz berichtete am 28. April 2008, wie das Diakonische Werk kritische Mitarbeitervertreter in den arbeitsrechtlichen Kommissionen, die sich gegen Leiharbeit und Lohndumping wenden, gegen willfährige Mitarbeitervertreter aus dem Verband kirchlicher Mitarbeiterinnen und Mitarbeiter ersetzt.